# Teixit vegetal

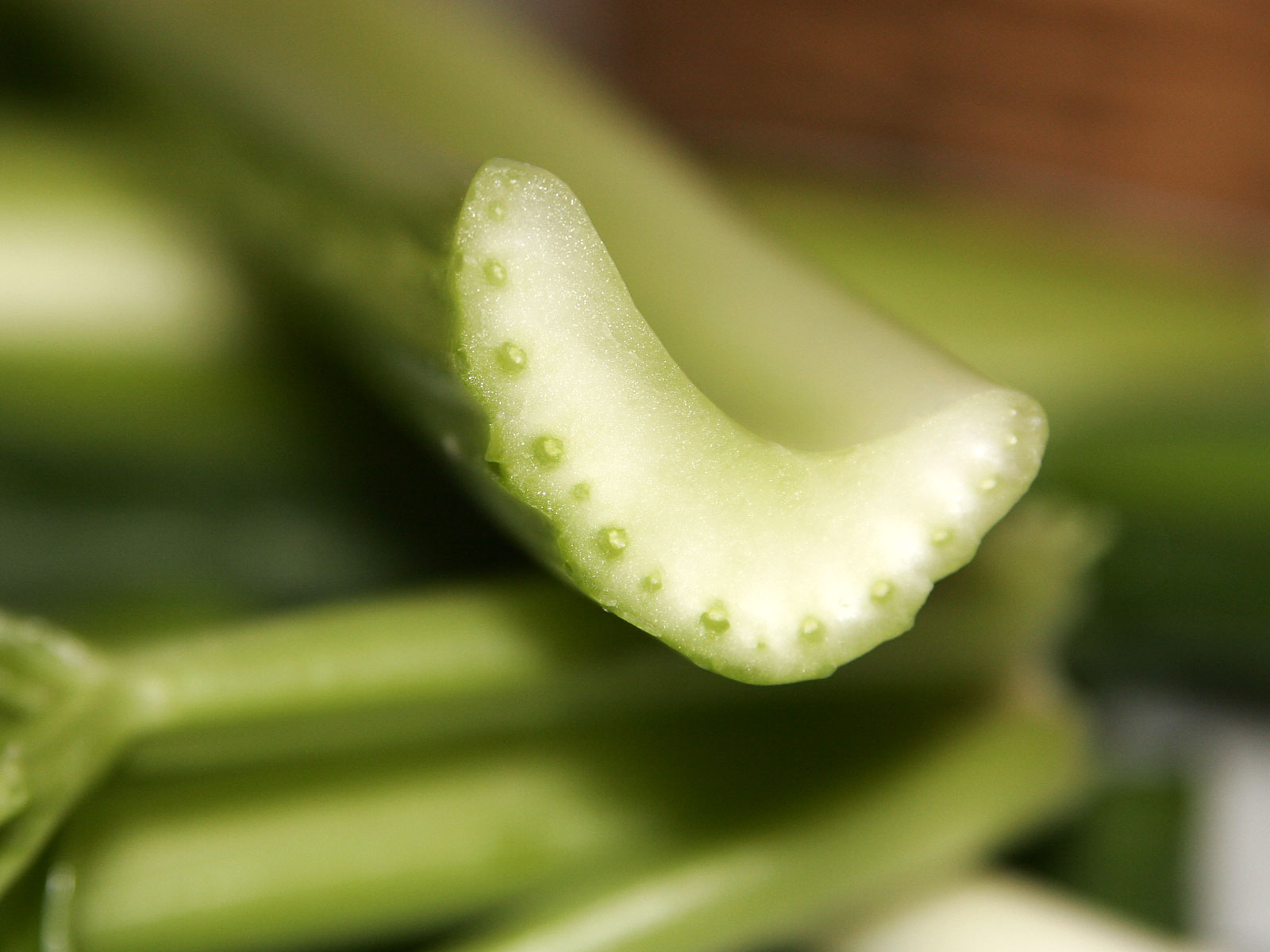
Tall transversal d'una tija.

Un teixit vegetal o teixit vascular (en el cas dels cormòfits) és un conjunt de cèl·lules vegetals similars íntimament unides, de característiques semblants, agrupades en masses importants i/o que realitzen funcions anàlogues, d'origen comú i formades per divisions cel·lulars segons les tres direccions de l'espai. Com més elevada és l'organització d'un vegetal, més gran és el nombre de classes de teixits que l'integren. De fet, la presència de teixits diferenciats en els metàfits és el que els diferencia de les algues (els briòfits tenen un teixit epitelial diferenciat mentre que cap alga en disposa). Entre les plantes, les que posseeixen més diversitat de teixits són les plantes vasculars o cormòfits (les que disposen de teixits conductors) i, en especial, les plantes superiors o espermatòfits. La formació de noves estructures (teixits i sistemes de teixits) en els vegetals és conseqüència de l'evolució per fer front a tres necessitats bàsiques: a) limitació de pèrdua hídrica, b) absorció, conducció i eliminació d'aigua i nutrients, i c) donar solidesa al vegetal. Hi ha dos grans grups de teixits vegetals: els meristemàtics o embrionals, de cèl·lules no diferenciades i amb capacitat de dividir-se, i els teixits adults o permanents, de cèl·lules diferenciades.
La ciència que estudia els teixits vegetals és la histologia vegetal i clàssicament reconeix sis grans sistemes de teixits agrupats en dos grans blocs:
- TEIXITS EMBRIONALS O DE CREIXEMENT

Tipus de teixits en la secció transversal d'una fulla: 1) Cutícula 2) Epidermis superior 3) Mesofil·le en palissada 4) Mesofil·le esponjós 5) Epidermis inferior 6) estoma 7) Cèl·lules oclusives 8) Xilema 9) Floema 10) Feix conductor

  - Sistema meristemàtic
- TEIXITS ADULTS
  - Sistema aïllant
  - Sistema conductor
  - Sistema fonamental
  - Sistema de sosteniment
  - Sistema de secreció

## Sistema meristemàtic

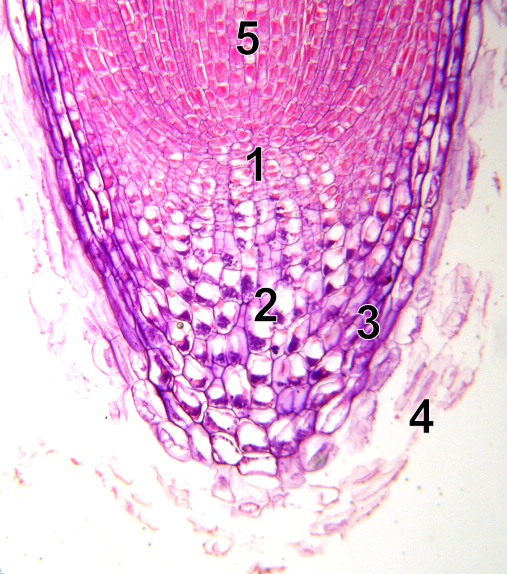
Imatge x10 d'una rel amb meristemes 1) caliptra; 2) centre quiescent; 3) epidermis; 4) còfia; 5) cilindre vascular

Després de la formació de l'embrió, el desenvolupament de noves cèl·lules, teixits i òrgans queda gairebé restringit a zones localitzades de teixits embrionaris permanents, anomenades meristemes. En les plantes, les cèl·lules meristemàtiques són homòlogues funcionals de les cèl·lules mare que donen lloc a tots els teixits en animals.
Bàsicament hi ha meristemes de dues menes: primaris (o apicals) i secundaris (o laterals). Els meristemes primaris deriven directament de cèl·lules embrionàries i es troben als extrems de les tiges i les arrels; per tant, són els responsables del creixement longitudinal del vegetal. Els meristemes laterals o secundaris tenen la funció de fer créixer el vegetal en gruix i s'originen com a noves formacions a partir de cèl·lules adultes que tornen a adquirir la capacitat de divisió. Són meristemes secundaris el càmbium interfascicular i el càmbium suberogen o fel·logen.
Les cèl·lules que formen aquest teixit es troben en divisió contínua i es caracteritzen per tenir una paret cel·lular molt prima i els cloroplasts no diferenciats. En el cas dels meristemes primaris, les cèl·lules són petites i isodiamètriques, mentre que en els meristemes secundaris són cèl·lules més grans, allargades i amb grans vacúols. En cap cas hi ha paret cel·lular secundària.

## Sistema aïllant o de recobriment

### Epidermis

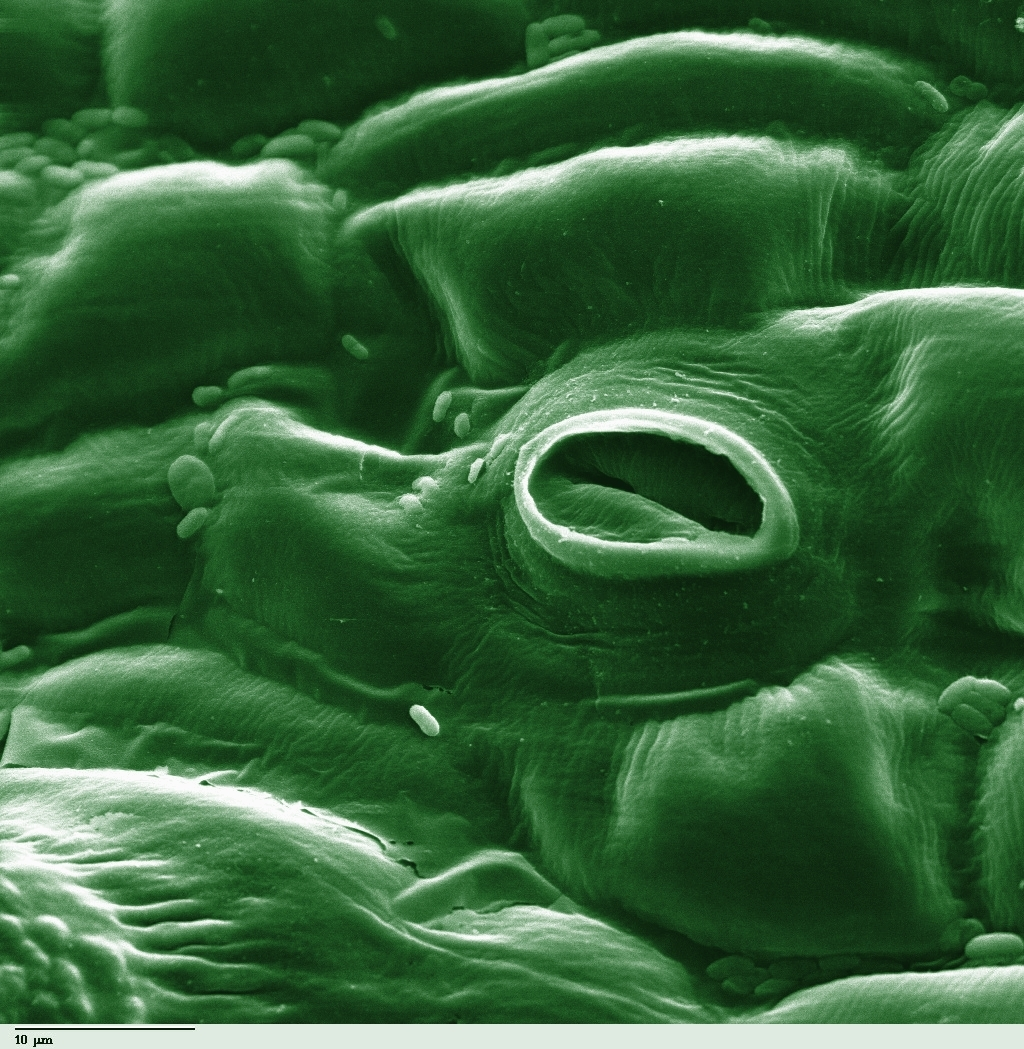
Epidermis i estoma en una fulla de tomaquera

És la capa de cèl·lules més externa del vegetal. En general, és un teixit primari constituït per una base de cèl·lules vives contigües recobertes d'una fina cutícula. Solen presentar les parets més o menys engruixides per dipòsits d'estrats secundaris de cel·lulosa que, a més, poden recobrir-se de cutina i de ceres. L'epidermis té un paper de protecció.
A l'epidermis hi ha freqüentment parells de cèl·lules reniformes amb una obertura central. Aquestes cèl·lules són les cèl·lules oclusives i l'obertura és l'ostíol. El conjunt és l'estoma, que serveix per al bescanvi gasós i per a l'eliminació del vapor d'aigua (transpiració). Les cèl·lules oclusives s'anomenen així perquè poden regular l'obertura de l'ostíol per fenòmens de turgència segons els requeriments del vegetal. Sovint les cèl·lules oclusives són envoltades per una corona de cèl·lules annexes, diferenciables de la resta de cèl·lules epidèrmiques.
Altres estructures freqüents a l'epidermis són els pèls o tricomes que poden ser unicel·lulars o pluricel·lulars. A més, els tricomes poden tenir al capdamunt una o diverses cèl·lules secretores i parlem aleshores de tricomes glandulars. A les parts joves de la rel, trobem una epidermis una mica especial, el rizoderma. Aquest no té cutícula ni estomes i té les parets externes molt primes i proveïdes de pèls radicals absorbents.

### Periderma
Del conjunt de teixits secundaris que substitueixen l'epidermis a la tija i en l'arrel se n'anomena periderma. Així, les tiges i les arrels velles sovint les trobem recobertes per una capa pluriestratificada de súber o fel·loma. Aquesta és formada per cèl·lules mortes que no deixen espais intercel·lulars i substitueix l'epidermis en tiges i rels amb creixement secundari. Les cèl·lules són petites, tabulars, amb les parets cel·lulars impregnades de suberina, i disposades radialment i compactament. El súber és molt impermeable a l'aigua i als gasos i, per tant, constitueix un bon aïllant tèrmic i evita la penetració dels fongs i dels paràsits animals. A més, com que les cèl·lules són impermeables, totes les cèl·lules situades fora del súber estan destinades a morir. Aquestes cèl·lules mortes que cauen constitueixen el ritidoma de les plantes llenyoses, o més simplement l'escorça dels arbres. El periderma es forma per acció d'un meristema secundari, el fel·logen o càmbium suberogen, que produeix cap enfora súber i cap endins cèl·lules de parènquima cortical.

### Endoderma
S'anomena endoderma a la capa d'un sol estrat de cèl·lules situada per damunt del pericicle i per sota del parènquima cortical amb la funció d'aïllar masses de teixits interns. És característica de les arrels, bé que també es presenta a les tiges. Així, a les arrels és avantatjós per al vegetal separar la part del cilindre central de l'escorça: això ho fa l'endoderma, que generalment és format per una sola capa de cèl·lules prismàtiques vives que, a mesura que van envellint, presenten uns engruiximents de suberina en forma d'una banda molt característica anomenada banda de Caspary que regula el pas de substàncies. Al mateix nivell d'aquestes bandes, les membranes apareixen totalment soldades i el citoplasma s'hi manté estretament unit de manera que obliga l'aigua absorbida a travessar el protoplast d'aquestes cèl·lules abans d'accedir als vasos conductors.

## Sistema fonamental

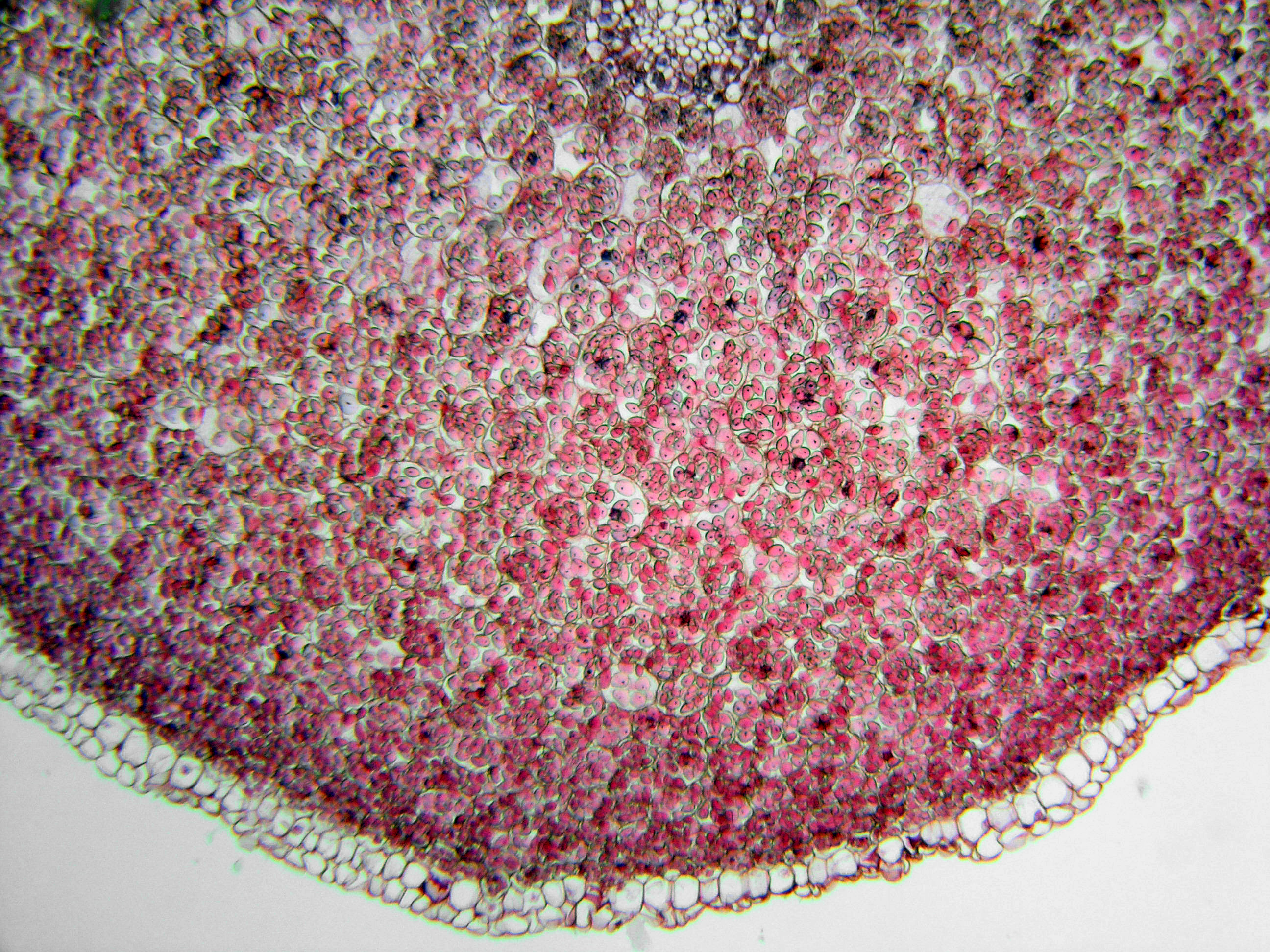
Parènquima d'una rel de Ranunculus

La massa principal del cos dels vegetals és formada per parènquima. Es tracta de cèl·lules vives amb la paret cel·lular cel·lulòsica i poc engruixida. Donen solidesa a la planta en tenir les cèl·lules turgents (quan una planta es marceix, és per pèrdua d'aigua parenquimàtica). Quan a la part central d'una rel o d'una tija hi trobem cèl·lules parenquimàtiques, s'anomena medul·la vegetal.
El parènquima presenta determinades especialitzacions amb relació a la seva posició. El parènquima de les fulles s'anomena mesofil·le. En el mesofil·le, la zona assimiladora sol ser formada per cèl·lules cilíndriques, atapeïdes i riques en clorofil·la (parènquima en palissada). En general, se sol diferenciar una altra zona parenquimàtica amb cèl·lules més laxes i irregulars (parènquima llacunar). Aquest parènquima clorofíl·lic també rep el nom de clorènquima.
El parènquima participa, sobretot, en les funcions de nutrició, ja que té un contingut cel·lular molt ric.

## Sistema de sosteniment

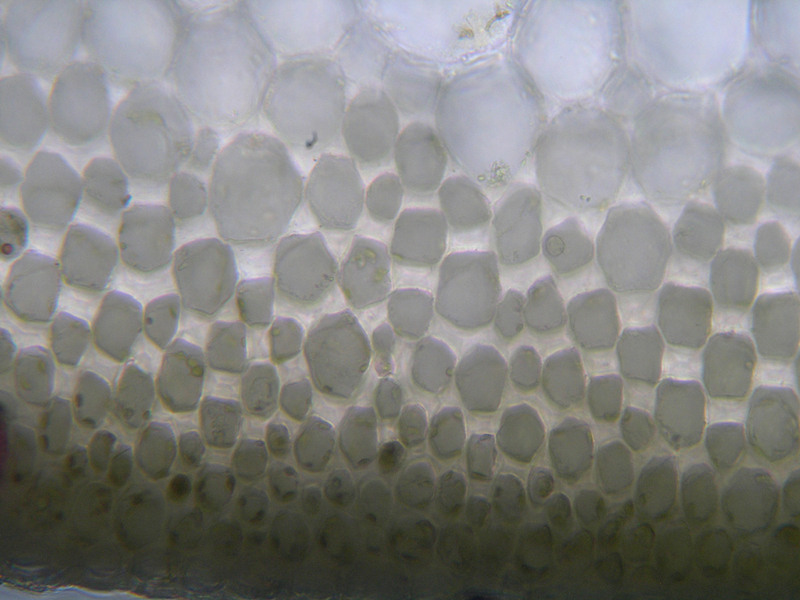
Col·lènquima angular en una tija d'api

La majoria de les plantes deuen la seva solidesa i elasticitat als teixits mecànics que es troben essencialment en les parts aèries de la planta, com la tija i la fulla. Se’n diferencien dos, segons que les seves cèl·lules siguin vives i engruixides per cel·lulosa (col·lènquima) o bé siguin cèl·lules mortes i lignificades (esclerènquima).
El col·lènquima és un teixit primari constituït per cèl·lules vives amb una paret desigualment engruixida amb cel·lulosa i pectines; és propi dels òrgans en desenvolupament i on hi ha creixement actiu, com per exemple sobre la nervadura de les fulles. Les cèl·lules del col·lènquima són, sovint, estretes i allargades, molt juntes les unes de les altres. El col·lènquima ocupa generalment posicions externes i té, sobretot, un paper mecànic o de sosteniment.
L'esclerènquima és un teixit primari també de sosteniment i reforça els teixits adults. Les cèl·lules tenen una membrana engruixida i generalment amb lignina; per tant, moren aviat. A l'esclerènquima es diferencien les fibres (elements llargs) i les cèl·lules pètries o esclereides (elements més o menys isodiamètrics). L'esclerènquima es troba generalment a més profunditat que el col·lènquima.

## Sistema conductor
Els teixits conductors de les angiospermes són el xilema i el floema o líber. El xilema és el principal teixit conductor d'aigua a les plantes vasculars, mentre que el floema ho és dels nutrients. Tots dos van associats a elements mecànics.

### Xilema
El xilema es compon de:

Tall transversal d'una tija: 1) medul·la; 2) protoxilema; 3) xilema; 4) floema; 5) esclerènquima; 6)escorça; 7) epidermis

- Cèl·lules conductores de saba. Els vasos estan constituïts per fileres de cèl·lules mortes més o menys allargades i amb les parets lignificades. Trobem les tràquees (o vasos llenyosos) i les traqueides. Les traqueides són elements tancats amb les parets molt obliqües i puntejades. Les tràquees són elements oberts, formats per atròfia més o menys completa dels envans transversals (hi ha fusió cel·lular). Les parets dels elements conductors del xilema generalment són reforçades per engruiximents lignificats en forma d'anells, hèlixs, etc., i aleshores es parla de tràquees anulars, helicoïdals, etc. Les traqueides no es transformen mai en vasos llenyosos.
- Fibres llenyoses, constituïdes per cèl·lules mortes.
- Parènquima llenyós, format per cèl·lules vives que agrupen el parènquima vertical i el parènquima horitzontal. El primer, principalment, està present al xilema secundari i té un paper de reserva; el segon, forma feixos llenyosos i és una conseqüència de l'activitat del càmbium liberollenyós (meristema secundari).

El xilema permet la circulació de la saba bruta constituïda per aigua i sals minerals absorbides del sòl per les arrels. Als vasos, la circulació es fa en sentit ascendent.
El xilema primari prové de la diferenciació del meristema primari. A l'òrgan en procés d'elongació apareix del procàmbium, un teixit meristemàtic, a partir del qual determinades cèl·lules es diferenciaran en traqueides, amb capacitat d'elongació (el protoxilema), i d'altres ho faran en vasos (el metaxilema). La diferenciació del procàmbium no és idèntica en la tija i en l'arrel. És centrípet amb relació a les arrels, i centrífug a les tiges. Aquesta diferència permet distingir una arrel d'una tija.
El xilema secundari, o fusta, és caracteritzat per una alineació radial de les seves cèl·lules a conseqüència de les característiques de funcionament del càmbium libero-llenyós (meristema secundari). Es forma en una posició interna respecte al càmbium i permet la formació de vasos, fibres, parènquimes verticals i horitzontals.

### Floema
És format per cèl·lules vives no lignificades. El floema agrupa diferents teixits:
- Els elements cribrosos, cèl·lules vives allargades, que tenen parets longitudinals i transversals amb perforacions (com les d'un sedàs) per on queden interconnectats els protoplasmes d'aquests elements cribrosos. Aquestes cèl·lules no tenen nucli però sí un contingut hialoplàsmic particular amb proteïnes allargades. Els elements cribrosos estan acompanyats de cèl·lules parenquimàtiques especialitzades, que contacten amb els tubs cribrosos per nombroses connexions anomenades plasmalemmes.
- Les cèl·lules companyes unides als tubs cribrosos.
- Parènquimes liberians verticals, que tenen un paper de reserva, i horitzontals, que formen els feixos i les fibres liberianes.

El floema té un paper conductor; permet la conducció vertical de la saba elaborada que és una solució rica en matèria orgànica. Té també un paper de reserva amb els parènquimes i un paper de sosteniment al costat de les fibres liberianes.

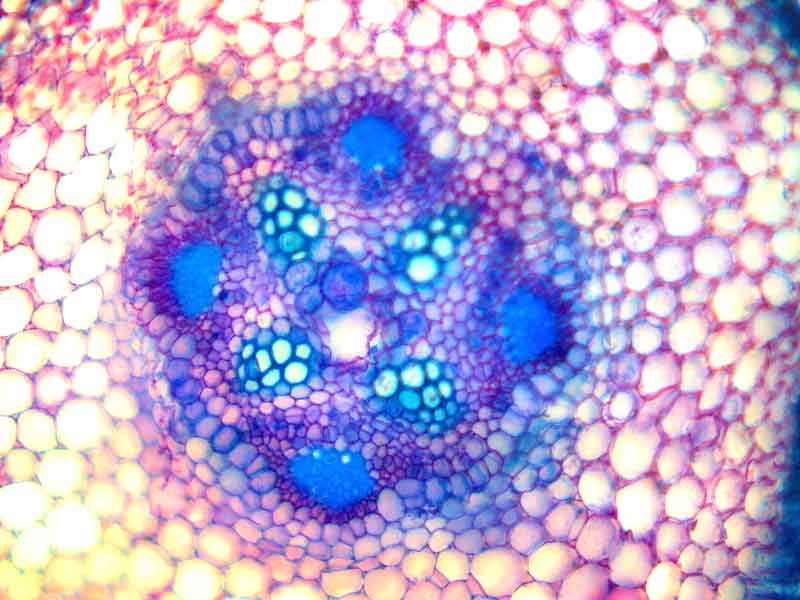
Rel primària d'una mongetera amb la disposició radial dels feixos conductors

Es pot distingir el floema primari format per diferenciació de les cèl·lules del procàmbium, del floema secundari, amb cèl·lules alineades, que s'ha format per diferenciació de les cèl·lules del càmbium.
Als teixits primaris, els elements conductors se solen disposar formant feixos conductors, sovint associats a elements de sosteniment (fibres). Segons la situació i la configuració del floema i el xilema es diferencien els següents feixos: 
- radials: cordons de floema i xilema disposats de forma alternada
- concèntrics: un cordó de xilema o floema és envoltat per un altre de floema o xilema, respectivament,
- col·laterals: un cordó de xilema intern i un altre de floema extern
- bicol·laterals: floema-xilema-floema.

## Sistema de secreció
A les plantes hi ha diverses cèl·lules i teixits el metabolisme dels quals és orientat a la producció i separació de diversos metabòlits que —a diferència de les substàncies de reserva— són expel·lits fora del circuit metabòlic. Des del punt de vista morfològic, cal diferenciar entre:

### Cèl·lules secretores o idioblasts
Són cèl·lules més o menys diferenciades del parènquima fonamental, on es troben disperses. Poden secretar diverses substàncies com ara olis, enzims, mucílags i sals minerals (sobretot de calci) que es poden trobar en forma de cristalls. Són freqüents els idioblasts cristal·lífers d'oxalat de calci, que poden ser prismàtics, configurar masses esfèriques (anomenades druses), o agrupar-se en feixos d'agulles (rafidis). Hi ha un tipus especial d'idioblast cristal·lífer (cistòlit) que inclou excrescències de carbonat càlcic.

### Tricomes glandulars (o pèls glandulars)
Són estructures unicel·lulars o pluricel·lulars que aboquen a l'exterior els productes de secreció. Els tricomes glandulars són formacions exclusivament epidèrmiques. Poden eliminar substàncies molt variades com ara olis, resines, mucílags, nèctar, agents urticants, etc.

### Espais secretors
Són cavitats (anomenades també bosses) o canals (anomenats també conductes o tubs) secretors que poden ser fomats per esquizogènesi o per lisigènesi.
Els espais secretors lisígens (solen ser cavitats) són formats per un conjunt de cèl·lules secretores la paret de les quals s'ha destruït i, en general, solen ser subepidèrmics. En canvi, els espais secretors esquizògens es localitzen més aviat en zones internes, solen formar canals i en el procés de secreció no hi ha destrucció cel·lular. Poden secretar olis, resines, gomes, mucílags i làtex, principalment.